# دوين جونسون
محمود دوين دوغلاس جونسون (بالإنجليزية: Dwayne Douglas Johnson) (من مواليد 2 مايو 1972 –)، والمعروف أيضًا باسمه على الحلبة «ذا روك» (بالإنجليزية: The Rock) (الصخرة)، وهو ممثل أمريكي كندي، ومنتج أفلام، ورجل أعمال، ومستثمر، ومصارع محترف متقاعد. كان جونسون مصارعًا محترفًا للاتحاد العالمي للمصارعة (دبليو دبليو إي) لمدة ثماني سنوات قبل أن يتابع مسيرته في التمثيل. حققت أفلامه أكثر من 3.5 مليار دولار في أمريكا الشمالية، وأكثر من 10.5 مليار دولار في جميع أنحاء العالم، مما جعل جونسون واحدًا من أكثر نجوم شباك التذاكر نجاحًا واعلى إيرادات على الإطلاق. كما كان جونسون لاعب كرة قدم أمريكية وكرة قدم كندية سابق.
كان جونسون لاعب كرة قدم جامعية بجامعة ميامي، حيث فاز مع الجامعة ببطولة وطنية في عام 1991. وكان يتطلع في البداية إلى الحصول على مهنة احترافية في كرة القدم، ودخل في مسودة اتحاد كرة القدم الأمريكية عام 1995، ولكنه لم يكمل. نتيجة لذلك، وقع جونسون مع كالغاري ستامبيدرز في الدوري الاحترافي لكرة القدم الكندية (CFL)، ولكن عُزِل من الفريق في منتصف موسمه الأول. بعد فترة وجيزة، بدأ التدريب كمصارع محترف.
في عام 1996، حصل جونسون على عقد مع الاتحاد العالمي للمصارعة، وتم ترقيته كأول مصارع من الجيل الثالث في تاريخ الشركة، حيث أنه ابن روكي جونسون، وحفيد بيتر مايفيا. صعد إلى الصدارة بعد تطوير شخصية جذابة لمصارع متباهٍ اسمه «الصخرة». وفاز بعد ذلك بأول بطولة دبليو دبليو إي تشامبيونشب له في عام 1998، وساعده على الدخول في «عصر الموقف»، وهي فترة ازدهار في أعمال الشركة في التسعينيات، وأوائل العقد الأول من القرن العشرين، والتي لا تزال تحتفظ بتسجيلات المصارعة المحترفة لتصنيفات التلفزيون. في عام 2004، غادر دبليو دبليو إي لمتابعة مسيرته التمثيلية، وذهب في فترة توقف مدتها سبع سنوات، وعاد في عام 2011 كمؤدي بدوام جزئي حتى عام 2013، وظهر بشكل متقطع قبل تقاعده بالكامل في عام 2019.
نظرًا لكونه أحد أعظم المصارعين المحترفين، وأكبر السحوبات علي الإطلاق، فقد احتل ذا روك فعالية الدفع مقابل المشاهدة راسلمينيا 28 التي تعتبر الأكثر شهرة لمصارعة المحترفين، وقد تم عرضه ضمن أكثر حلقات برامج دبليو دبليو إي التلفزيونية مشاهدةً، مع دبليو دبليو إي راو ودبليو دبليو إي سماكداون. وقد فاز بالعديد من البطولات، كونه بطل بطولة دبليو دبليو إي للقارات مرتين، وبطل بطولة العالم للفرق الثنائية خمس مرات، وبطل بطولة العالم عشر مرات. وكان أيضًا الفائز في مباراة رويل رامبل، وبطل دبليو دبليو إي السادس في التاج الثلاثي.
حقق جونسون نجاحًا أيضًا كمؤلف ومنتج. في عام 2000، أصدر سيرته الذاتية بعنوان «الروك يقول» (بالإنجليزية: The Rock Says...)، والتي ظهرت لأول مرة في المرتبة الأولى في قائمة نيويورك تايمز لأكثر الكتب مبيعا. في عام 2012، أسس شركة الإنتاج الترفيهي سيفين باكس برودكشنز، والتي أنتجت منذ ذلك الحين عدة أفلام ومشاريع ترفيهية. احتل جونسون المرتبة الأولى بين أكثر 100 شخصًا تأثيراً في العالم في كل من عامي 2016 و2019، حيث احتل جونسون المرتبة الأولى بين أفضل الجهات الفاعلة في العالم.
حصل جونسون علي أول دور رئيسي له في فيلم الملك العقرب (2002)، ومنذ ذلك الحين بدأ التمثيل في عدة أفلام ناجحة منها: خطة اللعب (2007)، وجني الأسنان (2010)، والرحلة 2: الجزيرة الغامضة (2012)، وجي. آي. جو: الانتقام (2013)، وهرقل (2014)، وسان أندرياس (2015)، والاستخبارات المركزية (2016)، وموانا (2016)، ورامبيج (2018)، وناطحة سحاب (2018). من أفضل أدوار ذا روك في شباك التذاكر دور «لوك هوبس» في سلسلة أفلام السرعة والغضب، حيث بدأ الظهور في هذة السلسلة بداية من السرعة الخامسة (2011)، وساعد في دخول السلسلة إلى قائمة أعلى سلاسل الأفلام دخلا على الإطلاق. كما مثل في سرعة وغضب 6 (2013)، والغضب 7 (2015)، وفاست أند فيوريس 8 (2017)، وهوبس أند شاو (2019). كما دخل في سلسلة أفلام جومانجي، حيث مثل في جومانجي: مرحبا بكم في الأدغال (2017)، وجومانجي: المستوى التالي (2019).
قام جونسون بدور البطولة وإنتاج مسلسل بولرز (2015–2019)، والذي تم عرضه علي الشبكة التلفزيونية إتش بي أو، وتم عرض 5 مواسم منه، وصُنف ضمن أكثر مسلسلات إتش بي أو الكوميدية مشاهدة خلال 6 سنوات. كما حقق نجاحا كبيرا كمقدم تلفزيوني، ومؤلف سيرة ذاتية. كما أن جونسون شريك في ملكية اتحاد كرة القدم الأمريكية إكس إف إلي اخره

## النشأة

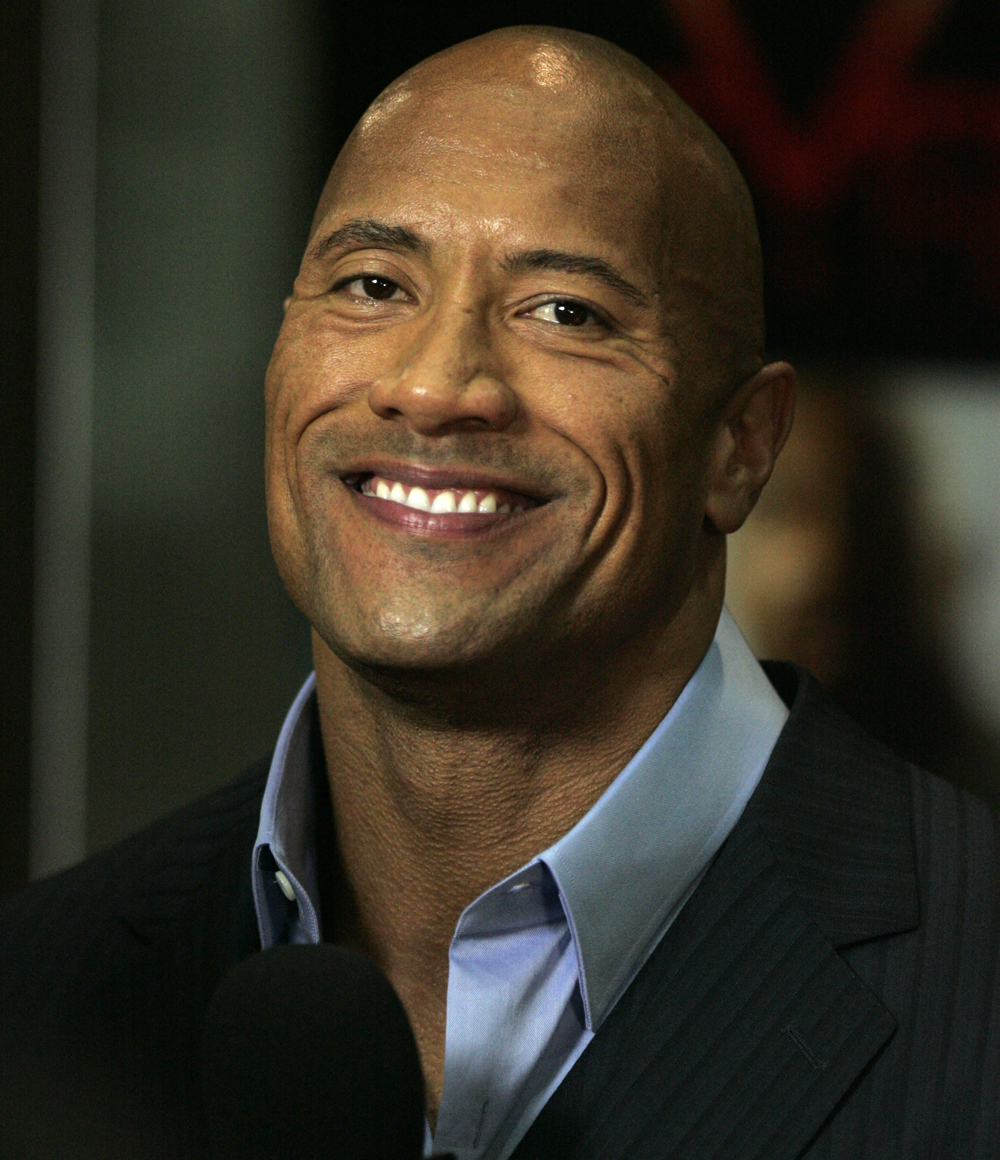
جونسون في 2013.

جونسون نصف أسود ونصف ساموائي. كان والده روكي جونسون (1944–2020) كنديًا ذي بشرة سوداء من نوفا سكوشا، وكان عضوًا في أول فريق من ذوي البشرة السوداء يشارك في بطولة العالم للفرق الثنائية في تاريخ مؤسسة المصارعة العالمية الترفيهية (دبليو دبليو إي) إلى جانب توني أتلاس. أمه ساموائية، وهي ابنة بيتر مايفيا الذي كان مصارعًا محترفًا أيضًا. كانت زوجته، ليا، أول امرأة تروج للمصارعة المحترفة، وعملت في شركة بولينيسيان باسيفيك برو للمصارعة منذ وفاة زوجها عام 1982، وحتي عام 1988. يُعتبر جونسون على صلة قرابة بعيدة بعائلة أنواي التي تعمل في مجال المصارعة بحرفية من جهة جده مايفيا. في عام 2008، أدخل جونسون والده وجده إلى قاعة مشاهير دبليو دبليو إي.

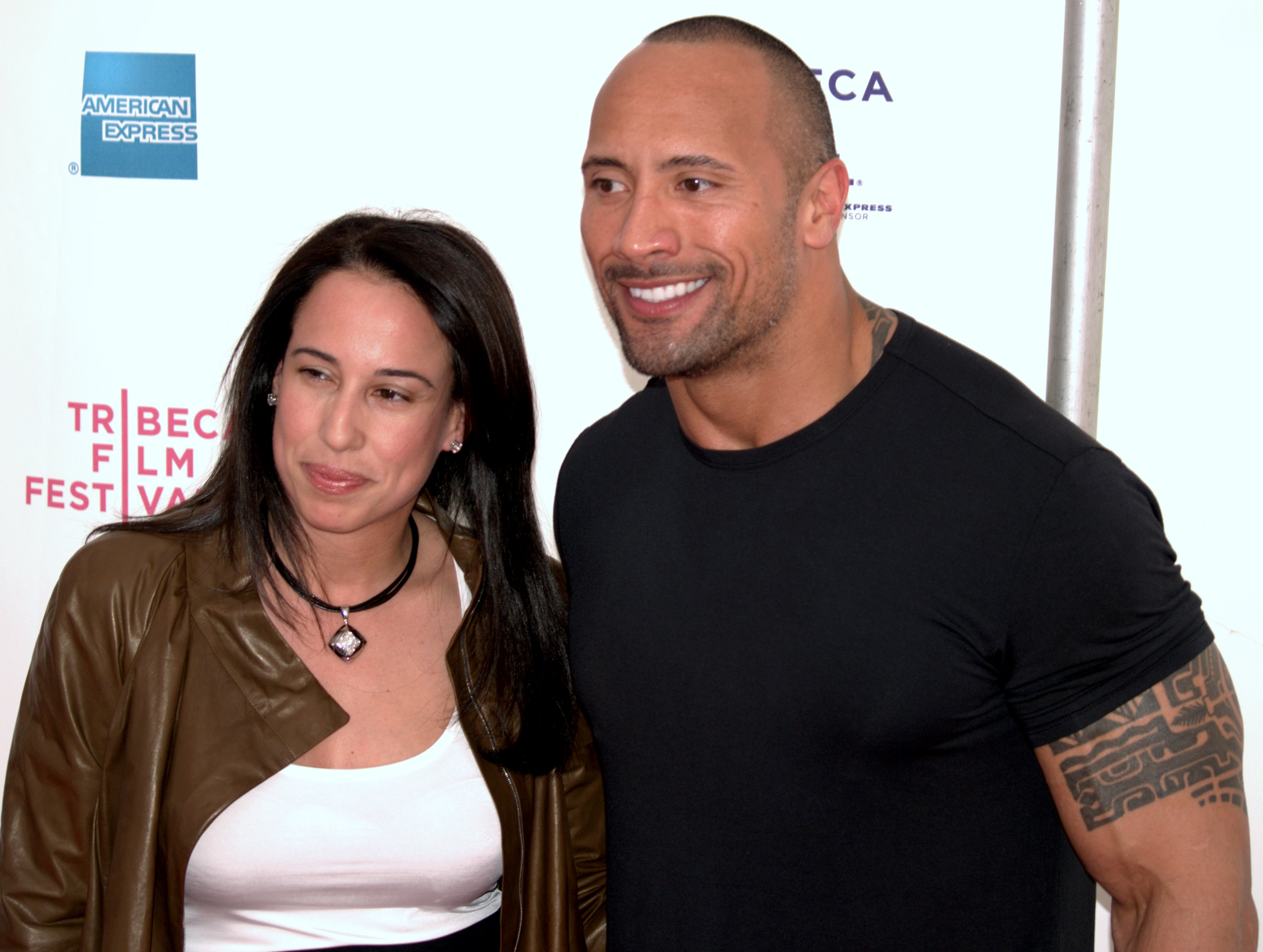
جونسون مع زوجته السابقة داني غارسيا في أبريل 2009.

تزوج جونسون من داني غارسيا في 3 مايو 1997، وأنجبا طفلًة واحدًة (سيمون؛ ولدت في 14 أغسطس 2001). وفي 1 يونيو من عام 2007، أعلنا انفصالهما بشكل ودي. بدأ جونسون بعد ذلك بمواعدة لورين هاشيان، ابنة قارع الطبول «سيب هاشيان» من بوسطن. تقابلا أول مرة عام 2006، عندما كان جونسون يصور دوره في فيلم خطة اللعب. تزوج جونسون وهاشيان في 18 أغسطس من عام 2019، في هاواي، ولديهما طفلين.

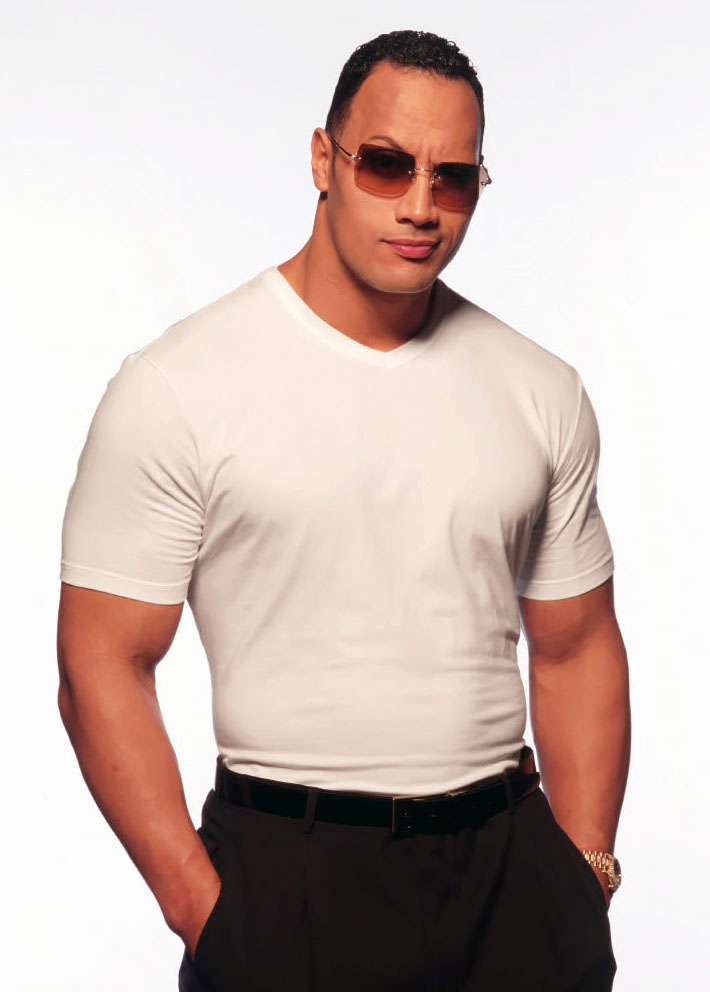
صورة لذا روك أثناء التقاطه صورة لمجلة فانيتي فير في 2001.

في عام 2014، كان جونسون يملك منزلًا في مزارع جنوب غرب فلوريدا، بالإضافة إلى منزل في لوس أنجلوس (كاليفورنيا)، ويملك أيضًا مزرعة في فرجينيا. في عام 2009، مُنح جونسون الجنسية الكندية إكرامًا لمسيرة والده. رغم أن جونسون كان يُعتبر جمهوريًا في السابق، إلا أنه صوَّت لباراك أوباما في الانتخابات الرئاسية في الولايات المتحدة في عامي 2008 و2012، وهو الآن مُقترع مستقل. وصَّرح أنه لم يصوت للرئيس في انتخابات الولايات المتحدة 2016.

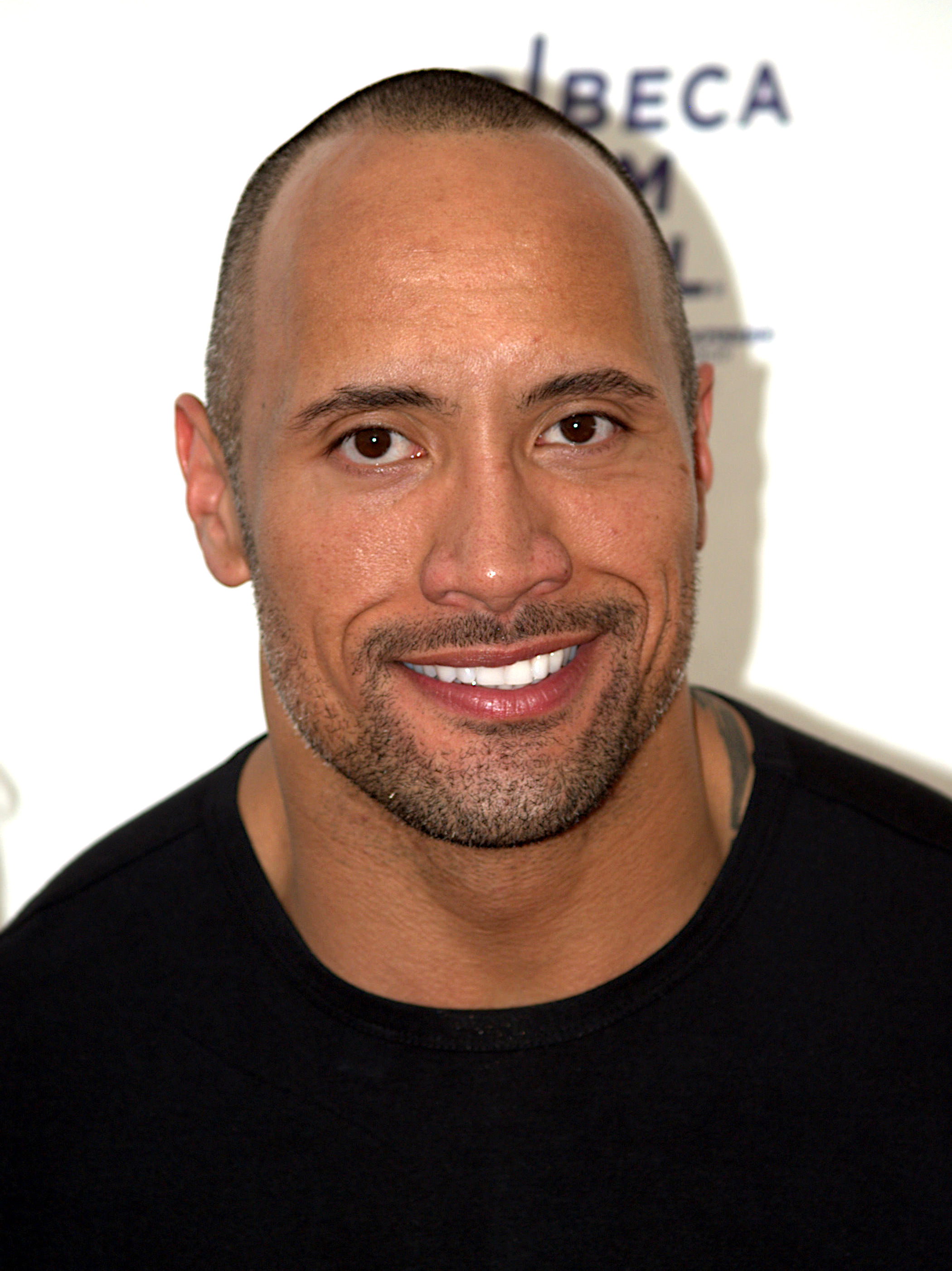
جونسون في مهرجان تريبيكا السينمائي لعام 2009.

تقديرًا للخدمات التي قدمها لشعب ساموا، ولأنه ينحدر من كبار شعب ساموا، نال جونسون لقب الشرف (سيولي)، والذي منحه إياه ماليتوا تانونافيلي الثاني أثناء زيارته في يوليو من عام 2004. ووضع وشمًا لحضارة الساموا على جانبه الأيسر عام 2003. وفي عام 2017، حصل علي وشم لصورة «ثور براهمان» على ذراعه اليمنى.

## بطولاته

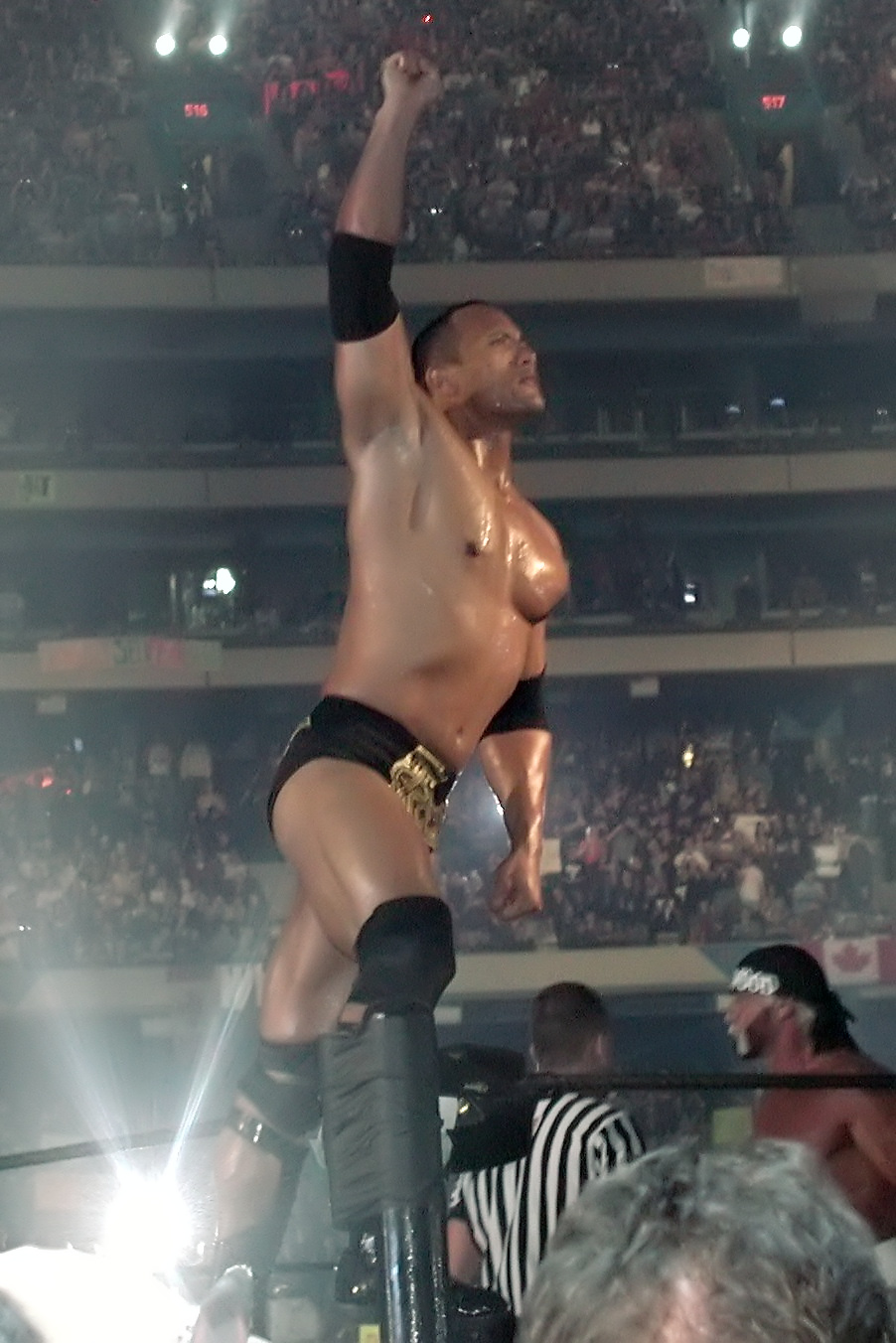
ذا روك قبل مباراته مع هولك هوجان (أسفل يمين) في راسلمينيا 18.

- 8 بطولات دبليو دبليو إي تشامبيونشب، ولُقب ببطل الشعب.
- 8 مرات بطل الوزن الثقيل.
- بطولتان دبليو دبليو إي للقارات.
- 5 بطولات العالم للفرق الثنائية بدبليو دبليو إي.
- بطولة الرويال رمبل عام 2000.
- بطولتان العالم للوزن الثقيل بدبليو سي دبليو.

## الحركات القاضية
- Rock Bottom
- The People's Elbow
- Spine buster
- Sharpshooter

## الأعمال

### أفلام
| السنة | العنوان                       | الدور    |
| ----- | ----------------------------- | -------- |
| 2001  | عودة المومياء                 |          |
| 2002  | الملك العقرب                  |          |
| 2003  | ذا رانداون                    |          |
| 2005  | هلاك                          |          |
| 2007  | خطة اللعب                     |          |
| 2008  | كن ذكيا                       |          |
| 2009  | كوكب 51                       |          |
| 2010  | الشخصان الآخران               |          |
| 2010  | أسرع                          |          |
| 2011  | السريع والغاضب 5              |          |
| 2012  | الرحلة 2: الجزيرة الغامضة     |          |
| 2013  | جي. آي. جو: الانتقام          |          |
| 2013  | ألم وربح                      |          |
| 2013  | السريع والغاضب 6              |          |
| 2013  | الواشي                        |          |
| 2013  | إمباير ستات                   |          |
| 2014  | هرقل                          |          |
| 2015  | سان أندرياس                   |          |
| 2015  | الغاضب 7                      |          |
| 2016  | الاستخبارات المركزية          |          |
| 2016  | موانا                         |          |
| 2017  | السريع والغاضب 8              |          |
| 2017  | جومانجي: مرحبا بكم في الأدغال |          |
| 2017  | باي ووتش                      |          |
| 2018  | رامبيج                        |          |
| 2018  | ناطحة سحاب                    |          |
| 2019  | هوبس أند شاو                  |          |
| 2019  | جومانجي: المستوى التالي       |          |
| 2024  | موانا٢                        | ماوي     |
| 2025  | آلة التحطيم                   | مارك كير |

## روابط خارجية
- دوين جونسون على موقع IMDb (الإنجليزية)
- دوين جونسون على موقع ميتاكريتيك (الإنجليزية)
- دوين جونسون على موقع الموسوعة البريطانية (الإنجليزية)
- دوين جونسون على موقع روتن توميتوز (الإنجليزية)
- دوين جونسون على موقع مونزينجر (الألمانية)
- دوين جونسون على موقع قاعدة بيانات الأفلام العربية
- دوين جونسون على موقع ألو سيني (الفرنسية)
- دوين جونسون على موقع ميوزك برينز (الإنجليزية)
- دوين جونسون على موقع ميوزك برينز (الإنجليزية)
- دوين جونسون على موقع أول موفي (الإنجليزية)
- دوين جونسون على موقع دبليو دبليو إي (الإنجليزية)
- دوين جونسون على موقع WrestlingData.com (الإنجليزية)
- دوين جونسون على موقع CageMatch worker (الإنجليزية)
- دوين جونسون على موقع قاعدة بيانات المصارعة على الإنترنت (الإنجليزية)
- دوين جونسون على موقع عالم المصارعة على الإنترنت (الإنجليزية)
- دوين جونسون على موقع عالم المصارعة على الإنترنت (الإنجليزية)